# Джеймс, Дуэйн
Дуэйн Роналдо Джеймс (англ. Dwane Ronaldo James; род. 4 декабря 1988 года, Карнейдж, Тринидад и Тобаго) — тринидадский футболист, полузащитник.

## Клубная карьера
Начинал свою карьеру в американской студенческой команде «Ист-Сентрал Фэлконс». Вернувшись домой, Джеймс выступал за ряд ведущих клубов страны. Кроме того, полузащитник успел поиграть в Гватемале, Суринаме и Сальвадоре. С 2018 по 2019 год Джеймс являлся футболистом тринидадского коллектива «Норт-Ист Старз».

## Карьера в сборной
За сборную Тринидада и Тобаго хавбек дебютировал 27 марта 2015 года в товарищеском матче против Панамы, в котором его национальная команда уступила со счетом 0:1. В этом же году футболист был в заявке тринидадцев в Золотом кубке КОНКАКАФ. Всего за сборную в официальных встречах Дуэйн Джеймс провел две игры.

## Достижения
- Чемпион Гватемалы: 2016 (Апертура)
- Обладатель Кубка Тринидада и Тобаго: 2014/15

## Семья
Джеймс является родственником известного тринидадского футболиста Кевина Молино.